# Super-Formula-Saison 2016
Die Super-Formula-Saison 2016 war die 30. Saison der Super Formula. Sie umfasste insgesamt neun Rennen. Die Saison begann am 24. April und endete am 30. Oktober in Suzuka.

## Teams und Fahrer
Alle Teams fuhren mit dem Chassis Dallara SF14 und Reifen von Yokohama.
| Team                         | Nr. | Fahrer                 | Motor         | Rennen |
| ---------------------------- | --- | ---------------------- | ------------- | ------ |
| P.μ/cerumo・INGING           | 01  | Hiroaki Ishiura        | Toyota RI4A   | 1–9    |
| P.μ/cerumo・INGING           | 02  | Yūji Kunimoto          | Toyota RI4A   | 1–9    |
| Kondō Racing                 | 03  | James Rossiter         | Toyota RI4A   | 1–9    |
| Kondō Racing                 | 04  | William Buller         | Toyota RI4A   | 1–9    |
| Sunoco Team LeMans           | 07  | Narain Karthikeyan     | Toyota RI4A   | 1–9    |
| Sunoco Team LeMans           | 08  | Kamui Kobayashi        | Toyota RI4A   | 1–9    |
| Real Racing                  | 10  | Koudai Tsukakoshi      | Honda HR-414E | 1–9    |
| Real Racing                  | 11  | Takuya Izawa           | Honda HR-414E | 1–9    |
| Team Mugen                   | 16  | Naoki Yamamoto         | Honda HR-414E | 1–9    |
| KCMG                         | 18  | Yūichi Nakayama        | Toyota RI4A   | 1–9    |
| Itochu Enex Team Impul       | 19  | João Paulo de Oliveira | Toyota RI4A   | 1–9    |
| Itochu Enex Team Impul       | 20  | Yūhi Sekiguchi         | Toyota RI4A   | 1–9    |
| Drago Corse                  | 34  | Takashi Kogure         | Honda HR-414E | 1–9    |
| Vantelin Team TOM’S          | 36  | André Lotterer         | Toyota RI4A   | 1–9    |
| Vantelin Team TOM’S          | 37  | Kazuki Nakajima        | Toyota RI4A   | 1–9    |
| Docomo Team Dandelion Racing | 40  | Tomoki Nojiri          | Honda HR-414E | 1–9    |
| Docomo Team Dandelion Racing | 41  | Stoffel Vandoorne      | Honda HR-414E | 1–9    |
| Nakajima Racing              | 64  | Daisuke Nakajima       | Honda HR-414E | 1–9    |
| Nakajima Racing              | 65  | Bertrand Baguette      | Honda HR-414E | 1–9    |

## Rennkalender
Die Saison 2016 umfasste sieben Rennwochenenden mit insgesamt neun Rennen.
| Nr. | Datum         | Rennstrecke | Sieger                 | Zweiter           | Dritter            |
| --- | ------------- | ----------- | ---------------------- | ----------------- | ------------------ |
| 1.  | 24. April     | Suzuka      | Naoki Yamamoto         | Yūji Kunimoto     | Stoffel Vandoorne  |
| 2.  | 29. Mai       | Mimasaka    | Hiroaki Ishiura        | Koudai Tsukakoshi | Takuya Izawa       |
| 3.  | 17. Juli      | Fuji        | João Paulo de Oliveira | Kazuki Nakajima   | Yūhi Sekiguchi     |
| 4.  | 21. August    | Motegi      | Yūhi Sekiguchi         | André Lotterer    | Hiroaki Ishiura    |
| 5.  | 10. September | Mimasaka    | Stoffel Vandoorne      | Yūji Kunimoto     | Narain Karthikeyan |
| 6.  | 11. September | Mimasaka    | Yūji Kunimoto          | Kazuki Nakajima   | Hiroaki Ishiura    |
| 7.  | 25. September | Sugō        | Yūhi Sekiguchi         | Daisuke Nakajima  | Tomoki Nojiri      |
| 8.  | 30. Oktober   | Suzuka      | Yūji Kunimoto          | André Lotterer    | Hiroaki Ishiura    |
| 9.  | 30. Oktober   | Suzuka      | Stoffel Vandoorne      | André Lotterer    | Hiroaki Ishiura    |

## Wertungen

### Punktesystem
Die Punkte wurden nach folgendem Schema vergeben:
| Punkteverteilung | Punkteverteilung | Punkteverteilung | Punkteverteilung | Punkteverteilung | Punkteverteilung | Punkteverteilung | Punkteverteilung | Punkteverteilung | Punkteverteilung | Punkteverteilung |
| ---------------- | ---------------- | ---------------- | ---------------- | ---------------- | ---------------- | ---------------- | ---------------- | ---------------- | ---------------- | ---------------- |
| Rennen           | Platz            | 1                | 2                | 3                | 4                | 5                | 6                | 7                | 8                | PP               |
| 1–4, 7           | Punkte           | 10               | 8                | 6                | 5                | 4                | 3                | 2                | 1                | 1                |
| 5, 6             | Punkte           | 5                | 4                | 3                | 2,5              | 2                | 1,5              | 1                | 0,5              | 1                |
| 8, 9             | Punkte           | 8                | 4                | 3                | 2,5              | 2                | 1,5              | 1                | 0,5              | 1                |

### Fahrerwertung
| Pos. | Fahrer         | SU1 | OK1 | FUJ | MOT | OK2 | OK2 | SUG | SU2 | SU2 | Punkte |
| ---- | -------------- | --- | --- | --- | --- | --- | --- | --- | --- | --- | ------ |
| 01   | Y. Kunimoto    | 2   | 6   | DNF | 4   | 2   | 1   | 15  | 1   | 6   | 33,0   |
| 02   | A. Lotterer    | 7   | 8   | 4   | 2   | 12  | 4   | 5   | 2   | 2   | 30,0   |
| 03   | Y. Sekiguchi   | 14  | 13  | 3   | 1   | 13  | 9   | 1   | 18  | 8   | 28,5   |
| 04   | S. Vandoorne   | 3   | 12  | DNF | 6   | 1   | 7   | 6   | 17  | 1   | 27,0   |
| 05   | H. Ishiura     | 11  | 1   | 6   | 3   | 7   | 3   | 16  | 3   | 3   | 27,0   |
| 06   | K. Nakajima    | 12  | 17  | 2   | 7   | DNF | 2   | 4   | 5   | 10  | 22,0   |
| 07   | N. Yamamoto    | 1   | 5   | DNF | 8   | 10  | 6   | 14  | 19  | DNF | 15,5   |
| 08   | J. de Oliveira | 10  | 19* | 1   | DNF | 8   | 5   | DNF | 8   | 4   | 15,5   |
| 09   | T. Nojiri      | 9   | 4   | 13  | DNF | 4   | 16  | 3   | 4   | DNF | 14,5   |
| 10   | J. Rossiter    | 6   | 9   | 5   | 5   | 9   | 10  | 8   | 12  | 15  | 12,0   |
| 11   | K. Tsukakoshi  | 5   | 2   | 8   | 12  | 5   | 11  | 11  | 11  | 12  | 11,0   |
| 12   | D. Nakajima    | DNF | 7   | DNS | 10  | 6   | 12  | 2   | 10  | 10  | 10,5   |
| 13   | T. Kogure      | 4   | 15  | 12  | 11  | 11  | 14  | 7   | 7   | 9   | 8,0    |
| 14   | N. Karthikeyan | DNF | 16  | 7   | DNF | 3   | DNF | 12  | 15  | 14  | 5,0    |
| 15   | B. Baguette    | 8   | 14  | 14* | DNF | 14  | 18  | 9   | 6   | 5   | 4,5    |
| 16   | T. Izawa       | DNF | 3   | 11  | 14  | 16  | 8   | 13  | 16  | DNF | 3,5    |
| 17   | K. Kobayashi   | 16  | 18  | 10  | 9   | 18  | 17  | 17  | 9   | 7   | 1,0    |
| –    | Y. Nakayama    | 13  | 10  | 9   | 15  | 17  | 13  | DNF | 14  | 11  | 0,0    |
| –    | W. Buller      | 15  | 11  | DNF | 13  | 15  | 15  | 10  | 13  | 13  | 0,0    |
| Pos. | Fahrer         | SU1 | OK1 | FUJ | MOT | OK2 | OK2 | SUG | SU2 | SU2 | Punkte |

| Farbe                        | Bedeutung                               | Bedeutung |
| ---------------------------- | --------------------------------------- | --- |
| Gold                         | Sieger                                  | Sieger |
| Silber                       | 2. Platz                                | 2. Platz |
| Bronze                       | 3. Platz                                | 3. Platz |
| Grün                         | Platzierung in den Punkten              | Platzierung in den Punkten |
| Blau                         | Klassifiziert außerhalb der Punkteränge | Klassifiziert außerhalb der Punkteränge                                                                                         |
| Violett                      | Rennen nicht beendet (DNF)              | Rennen nicht beendet (DNF) |
| Violett                      | nicht klassifiziert (NC)                | |
| Rot                          | nicht qualifiziert (DNQ)                | nicht qualifiziert (DNQ) |
| Schwarz                      | disqualifiziert (DSQ)                   | disqualifiziert (DSQ) |
| Weiß                         | nicht am Start (DNS)                    | nicht am Start (DNS) |
| Weiß                         | zurückgezogen (WD)                      | |
| Weiß                         | Rennen abgesagt (C)                     | |
| Blanko                       | nicht teilgenommen                      | nicht teilgenommen |
| Blanko                       | verletzt oder krank (INJ)               | |
| Blanko                       | ausgeschlossen (EX)                     | |
| sonstige Formate und Zeichen | P/fett                                  | Pole-Position |
| sonstige Formate und Zeichen | kursiv                                  | Schnellste Rennrunde (in der GP2-Serie/FIA-Formel-2-Meisterschaft ab 2008 für die schnellste Rennrunde der besten zehn Piloten) |
| sonstige Formate und Zeichen | *                                       | nicht im Ziel, aufgrund der zurückgelegten Distanz aber gewertet                                                                |
| sonstige Formate und Zeichen | unterstrichen                           | Führender in der Gesamtwertung                                                                                                  |

- Bei dem zweiten Rennen, der ersten Veranstaltung auf dem Okayama International Circuit, wurden weniger als 75 % der geplanten Renndistanz absolviert und nur halbe Punkte vergeben.